# Edward Shires

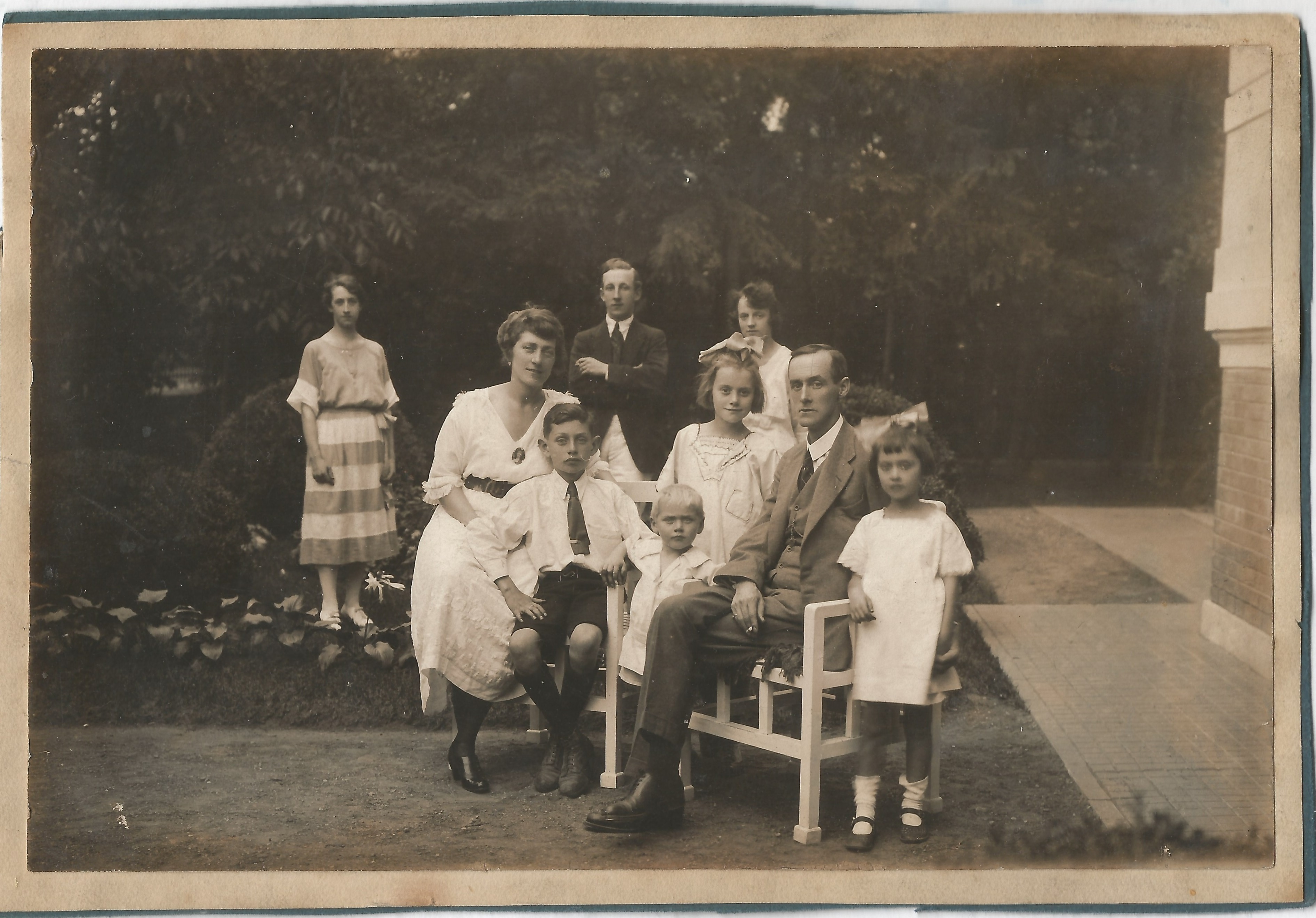
Edward Shires családja körében Mátyásföldön 1923-ban

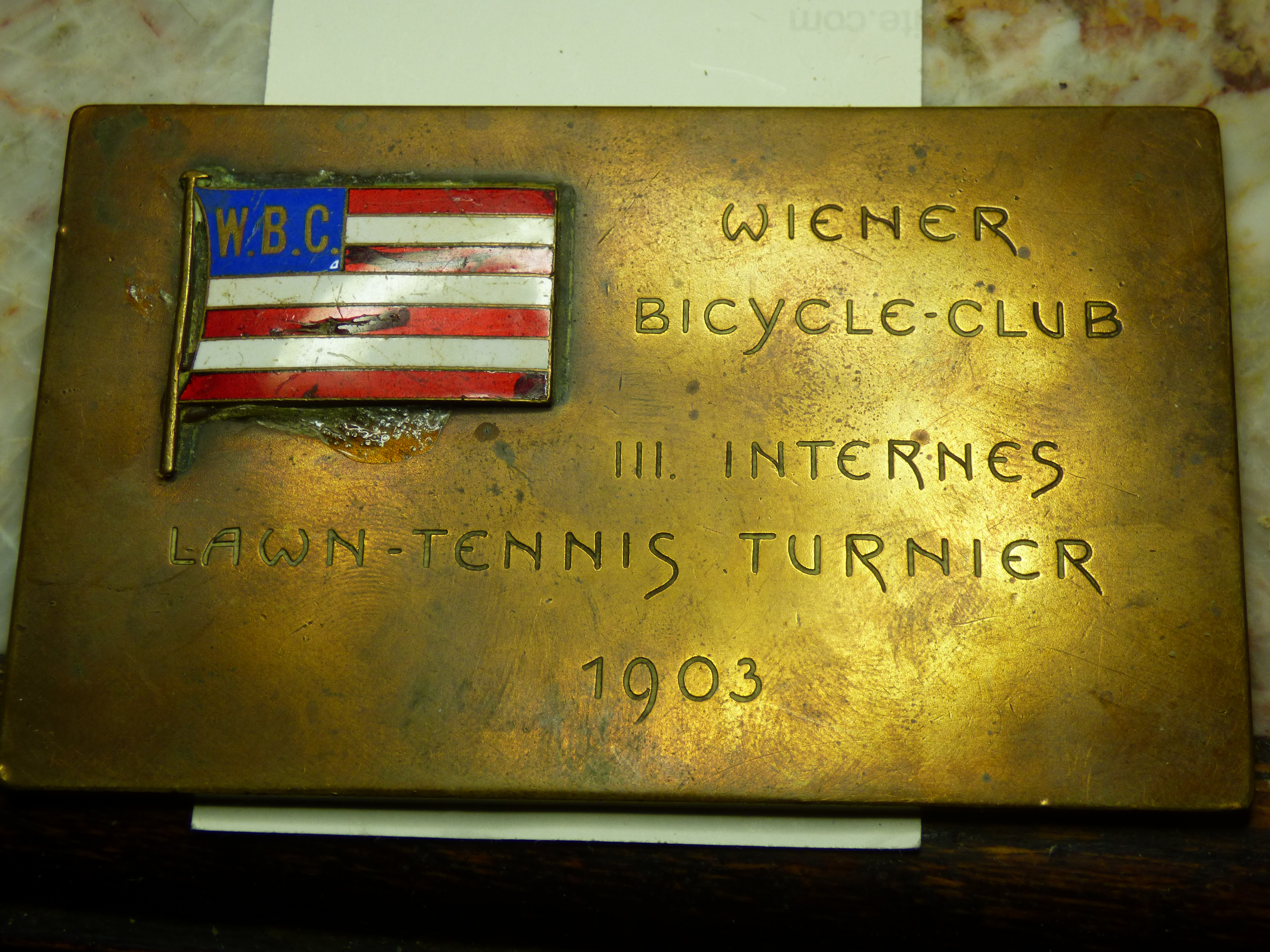
Tenisz verseny III. díja, Edward Shires kapta Bécsben 1903-ban

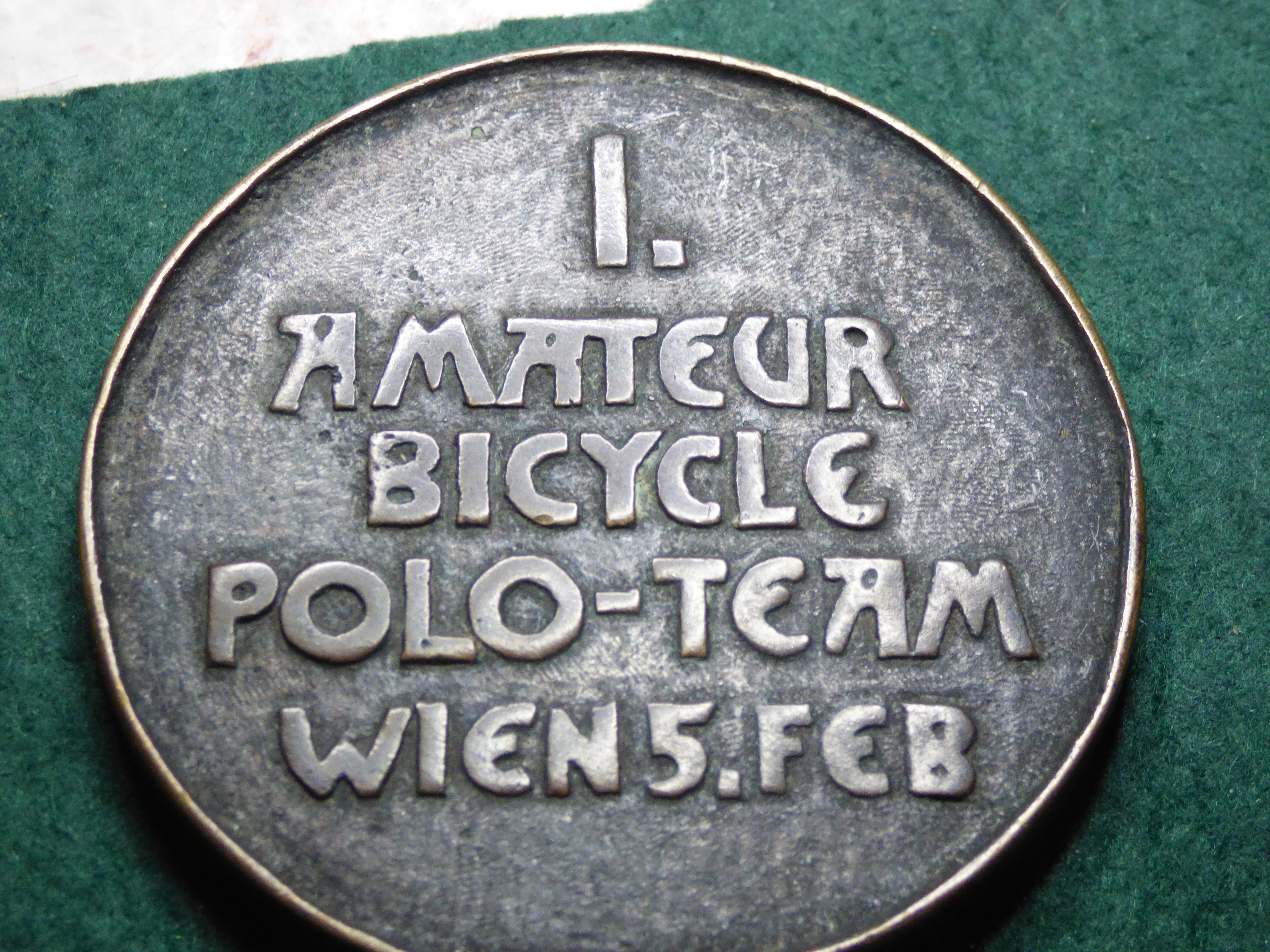
Edward Shires biciklipoló díja, Bécs, 1903

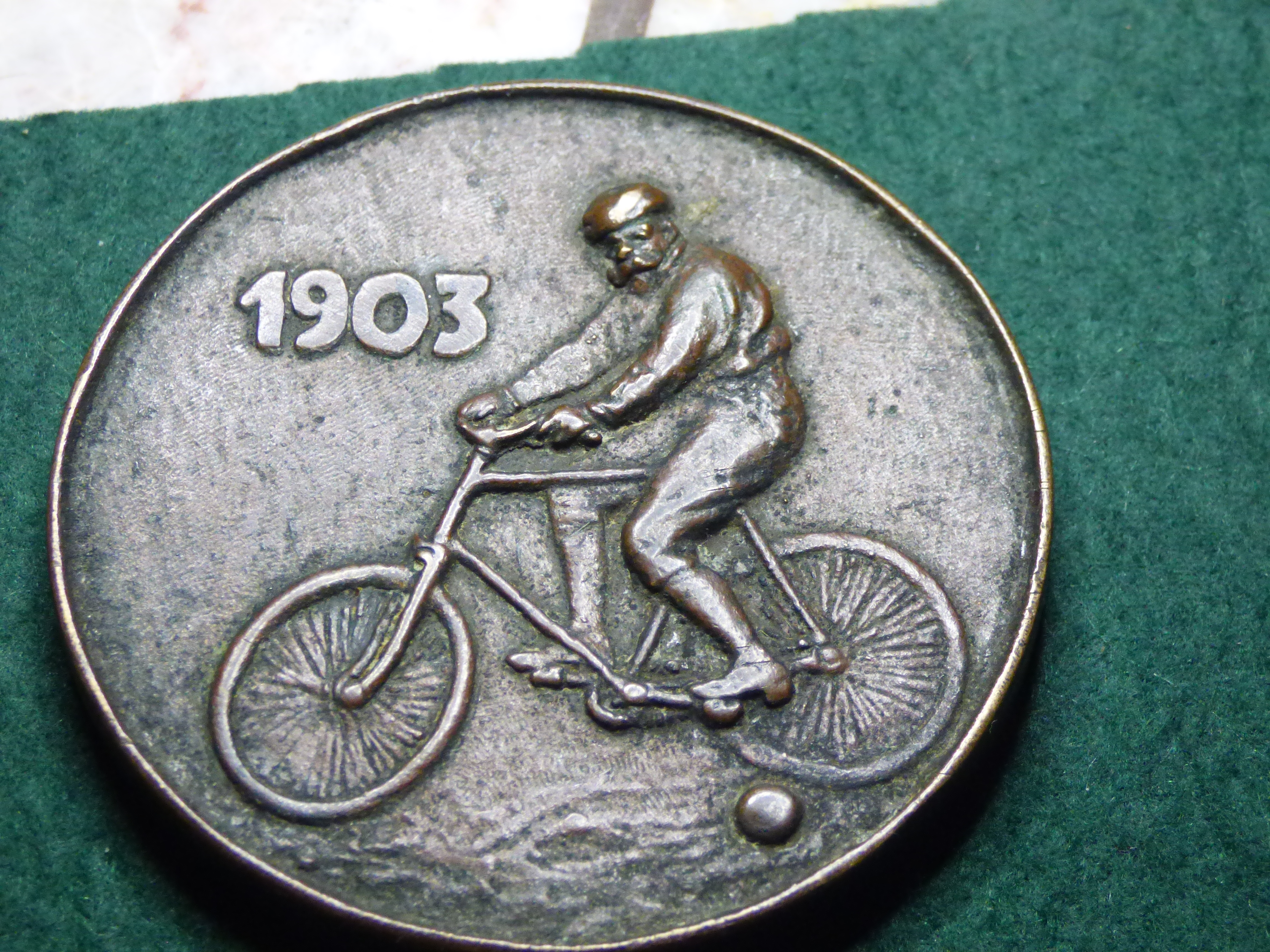
Az 1903-as bécsi bicikli póló verseny győztes érme

Edward Shires (1878 – 1937. június 2.) angol sportember, a professzionális magyar labdarúgás egyik megalapítója. Az 1905-ös szezonban az MTK labdarúgója volt.

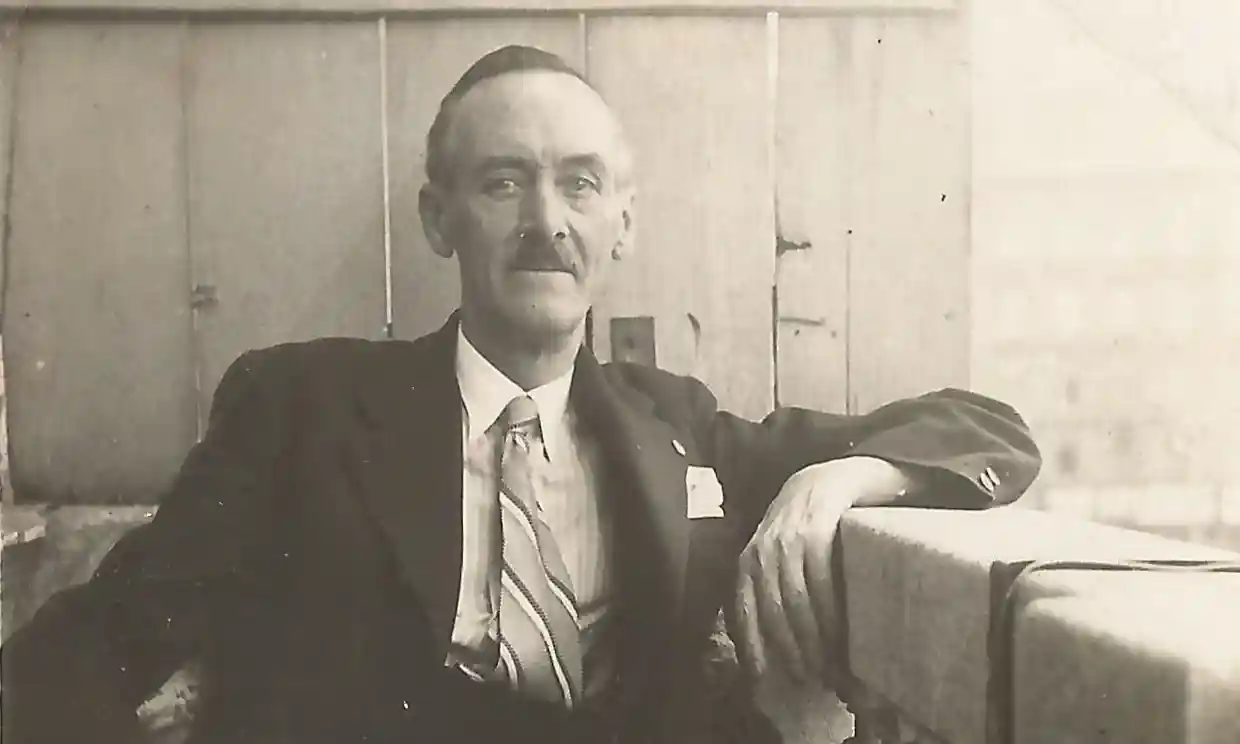
Edward Shires Budapesten 1936-ban

## Magánélete, családja
Cheshire megyében, Bollington településen született, édesanyját fiatal korában vesztette el. Fiatalon követte édesapját, John Shirest Bécsbe. Felesége angol volt, akivel Párizsban ismerkedett meg. 
Budapesten Mátyásföldön, az ún. villanegyedben telepedett le, ahol 7 gyermeke született, akik közül négyen élték meg a felnőttkort. 1919-ben a kommunista terror elől családjával elmenekült, rövid ideig Angliában élt, majd 1920-ban visszatért Budapestre. 
Egyik testvére, Frank Shires kanadai katonaként Passchendaele-i csatában esett el, neve a bollingtoni első világháborús emlékművön található. 
1937-ben tuberkulózisban hunyt el Budapesten. Családjának leszármazottai még ma is Magyarországon, Ausztriában illetve Nagy-Britanniában élnek. Összesen 21 leszármazottja él. 

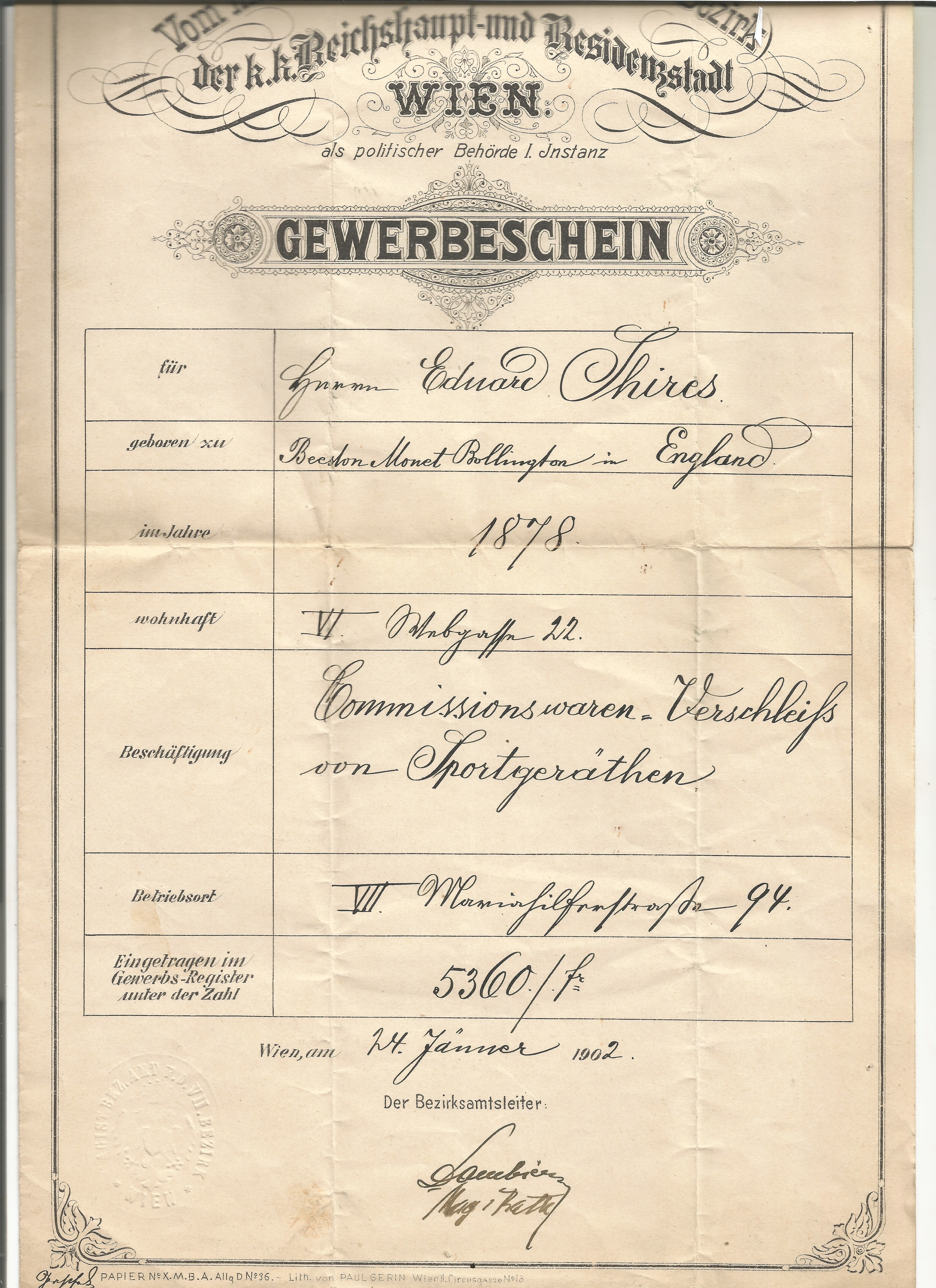
Edward Shires iparigazolványa sportszer kereskedelemről 1902-ből

## Pályafutása

### Sporttevékenység
Bécsben a városba költözéstől kezdve, 1895 után aktívan részt vett a helyi sportéletben. Számos győzelmet aratott labdarúgás, tenisz, krikett, illetve a kevésbé ismert bicikli póló sportágakban. Csatlakozott az ekkoriban főként brit állampolgárokat tömörítő Vienna Cricket and Football-Club-hoz.

### Labdarúgás
Shires 1904-ben cége vezérképviselőjeként költözött Bécsből Budapestre, hogy az MTK-ban futballozzon. Shires korábban a bécsi Vienna Cricket and Football-Club (Cricketers) csapatának játékosa volt, az első nemzetközi klubmérkőzésen balösszekötőt játszott a BTC ellen. Még a Cricketers tagjaként 1901. április 8-án pályára lépett egy nemhivatalos Ausztria-Svájc (4:0) mérkőzésen.(Ur-Länderspiel) Édesapja, John Shires vezette a magyar labdarúgó-válogatott első mérkőzését (Ausztria-Magyarország 5:0).
Jimmy Hogan labdarúgó edző budapesti tevékenységet ő kezdeményezte, az ő erőfeszítései nyomán jutott 1916-ban Hogan az MTK élére. Shires aktívan részt vett az MTK labdarúgó csapatának létrehozásában. 
| Időpont           | Helyszín                    | Mérkőzés típusa            | Mérkőzés                                                                  | Eredmény | Nézők száma |
| ----------------- | --------------------------- | -------------------------- | ------------------------------------------------------------------------- | -------- | ----------- |
| 1898. március 25. | WAC Práter-beli pálya, Bécs | 1. nemzetközi klubmérkőzés | Vienna Cricket and Football-Club (Cricketerek)–Budapesti Torna Club (BTC) | 4 : 1    | 450         |

### Asztalitenisz
A sportember mintegy mellékesen megismertette új klubtársait a pingpong nevű játékkal, és ezáltal népszerűsítette a sportágat Magyarországon. Az MTK mellett a Műegyetemi Atlétikai és Football Club sportolói közül kerültek ki az első magyar pingpongjátékosok. Az első jelentős versenyt a MAFC rendezte 1904-ben; a döntőben a bécsi Erwin Kaufmann győzött Shires ellen.